# Білу
Білу (араб. بيلو) — скелястий острів на півночі Тунісу в Середземному морі. Острів незаселений.

## Розташування
Розташований на північний захід від мису Сіді-Алі-ель-Меккі, на північ від міста Рафраф. Найвища точка — 116 м.